# Antoni Torralba i Huguet
Antoni Torralba Huguet (Vilanova i la Geltrú, Garraf, 24 d'agost de 1937) és un exjugador i entrenador d'hoquei sobre patins català.
Format al Club Patí Vilanova, amb el qual va pujar a la primera divisió del Campionat de Catalunya. La temporada 1963-64 va aconseguir el doblet de Campionat de Catalunya i de la Copa del Generalíssim, marcant el gol decisiu en l'últim partit de la competició. També va jugar al Club Patí Calafell, desenvolupant també tasques d'entrenador, retirant-se al final de la temporada 1966-67. Internacional amb la selecció espanyola d'hoquei sobre patins, va proclamar-se campió del Món el 1966. Com a entrenador, va dirigir el Club Patí Reus, el Reus Deportiu i el Club Patí Vilanova. L'any 1965, juntament amb Eduard Egea i Félix Costa, va fundar l'Escolapios Villanueva, conegut posteriorment com Club Esportiu Samà.

## Palmarès
Clubs
- 1 Campionat de Catalunya d'hoquei sobre patins: 1963-64
- 1 Copa espanyola d'hoquei sobre patins masculina 1963-64

Selecció espanyola
- 1 medalla d'or al Campionat del Món d'hoquei sobre patins masculina: 1966